# خوسيه مرسيدس
خوسيه مرسيدس (بالإنجليزية: José Mercedes)‏ هو لاعب كرة قاعدة دومينيكاوي، ولد في 5 مارس 1971 في El Seibo, Dominican Republic ‏ في جمهورية الدومينيكان.

## وصلات خارجية
- خوسيه مرسيدس على موقعبيزبول رفرنس.كوم (الدوري الرئيسي) (الإنجليزية)
- خوسيه مرسيدس على موقعبيزبول رفرنس.كوم (الدوري الثانوي) (الإنجليزية)